# Pony Time
Singles de Chubby Checker
The Hucklebuck
(1960) The Mess Around
(1961)
Pony Time est une chanson co-écrite par Don Covay et initialement enregistrée par son groupe Les Goodtimers,,,.
Reprise par Chubby Checker, elle a atteint la 1re place aux Ètats-Unis (sur le Billboard Hot 100 et aussi sur le Billboard Hot R&B Sides),,,, devenant son deuxième numéro-un aux États-Unis (depuis The Twist, six mois auparavant, en 1960).
Grâce à la popularité de cette nouvelle version, la version originale des Goodtimers est aussi devenue un hit, elle a atteint la 60e place du Billboard Hot 100.

## Classements

### Version des Goodtimers
| Classement (1961)    | Meilleure position |
| -------------------- | ------------------ |
| États-Unis (Hot 100) | 60                 |

### Version de Chubby Checker
| Classement (1961)              | Meilleure position |
| ------------------------------ | ------------------ |
| États-Unis (Hot 100)           | 1                  |
| États-Unis (R&B/Hip-Hop Songs) | 1                  |